# Agata Witkowska

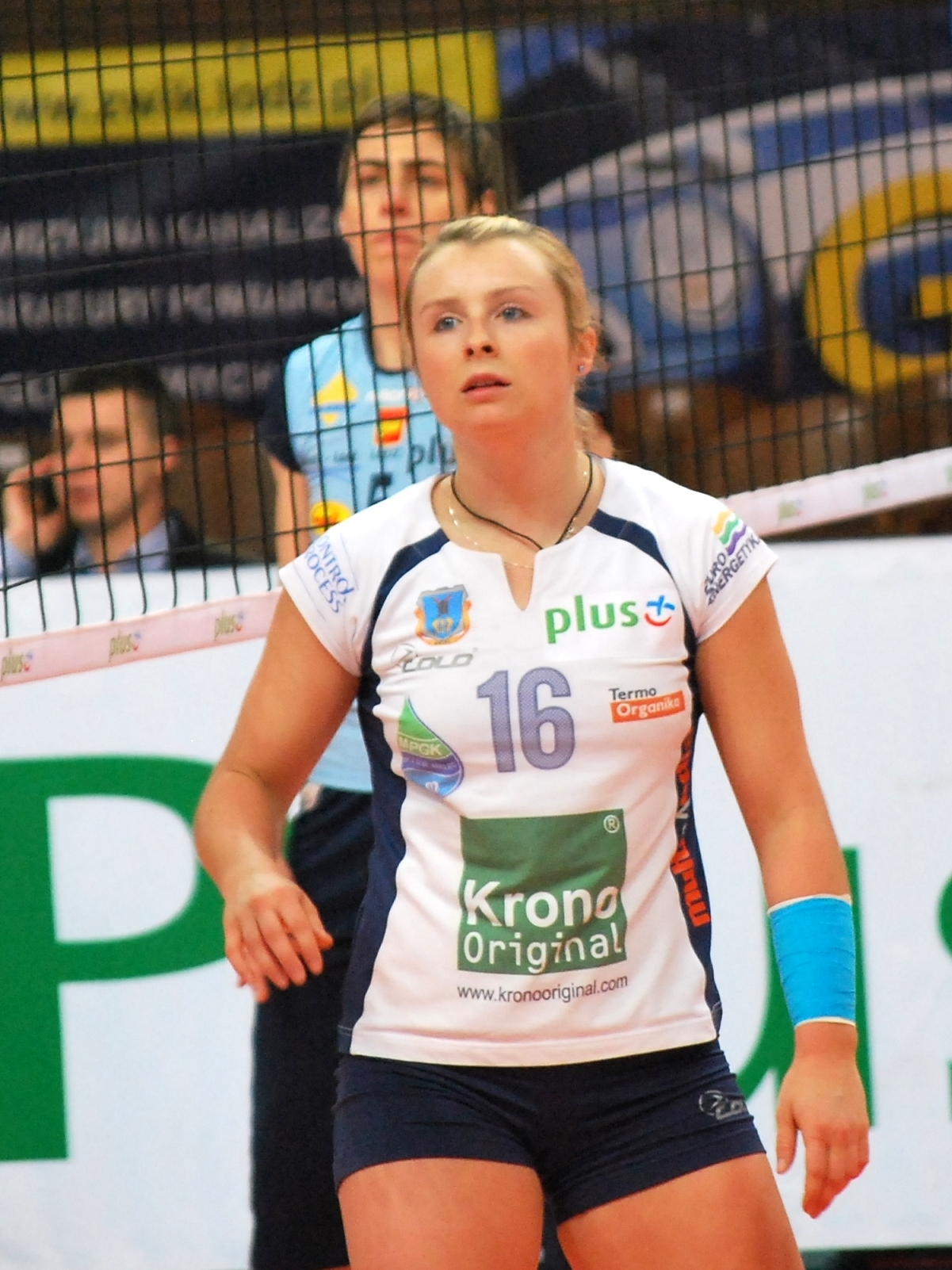
Agata Durajczyk zawodniczką Stali Mielec w sezonie 2010/2011

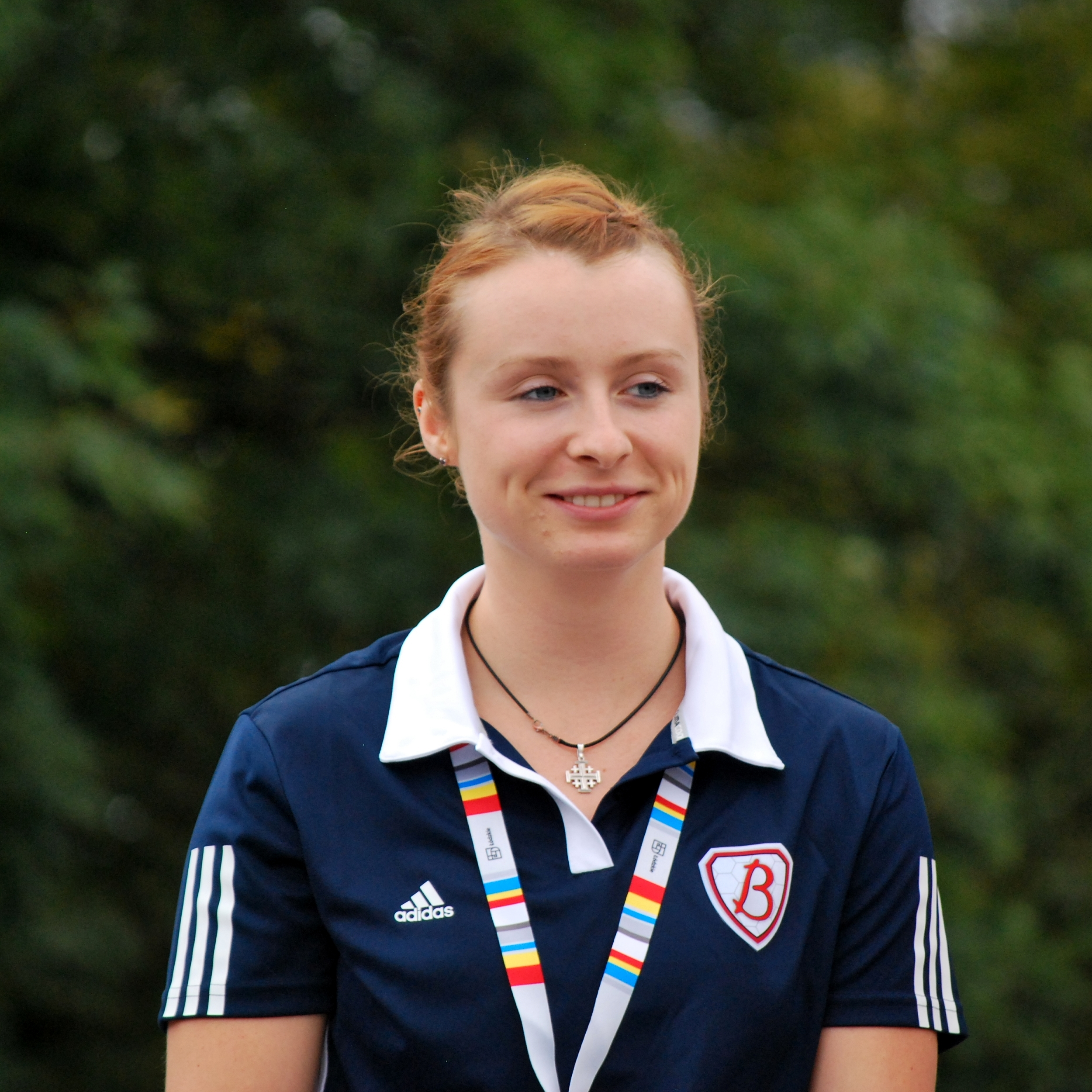
Agata Durajczyk zawodniczką Budowlanych Łódź w sezonie 2012/2013

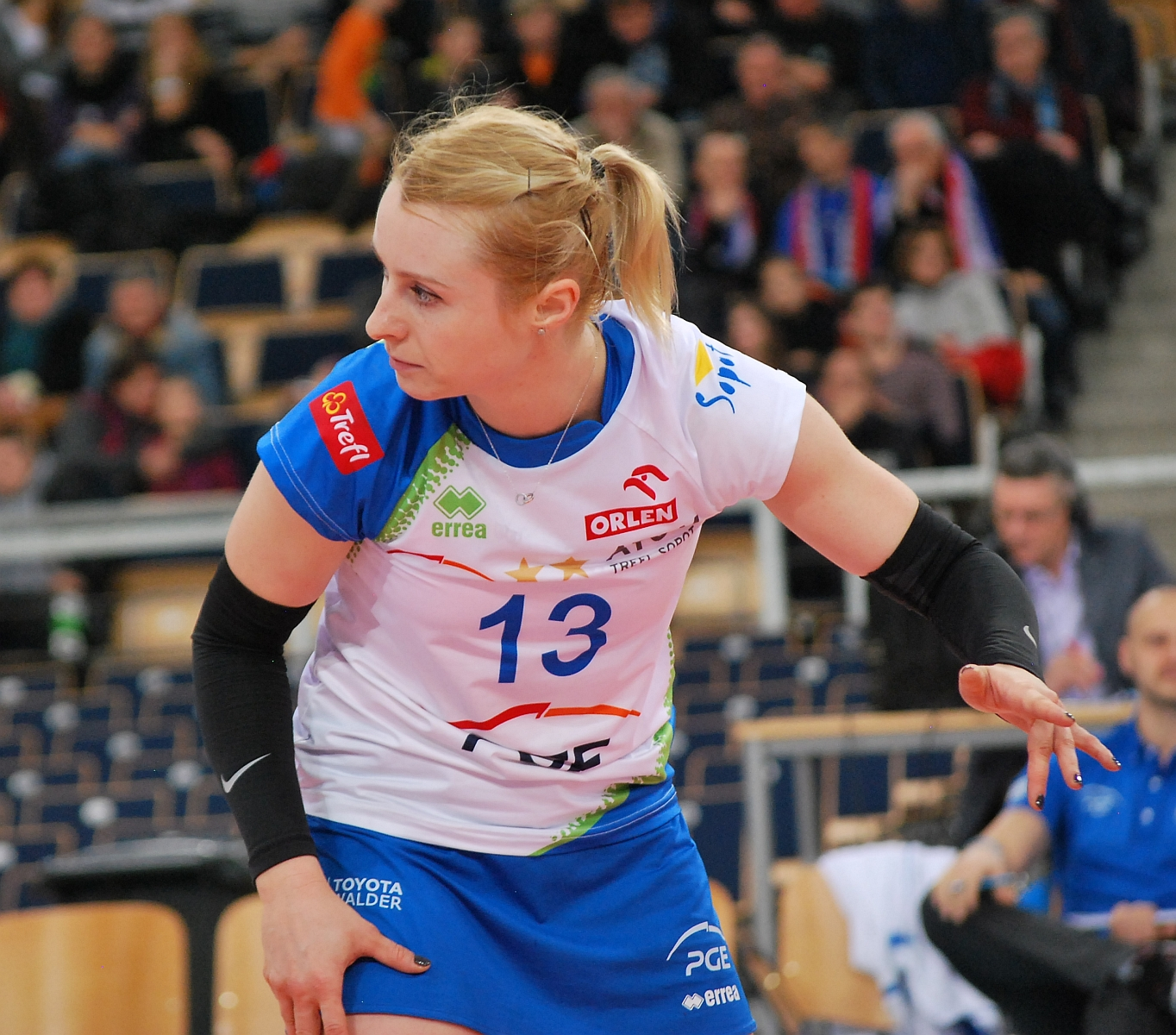
Agata Durajczyk zawodniczką Atomu Trefl Sopot w sezonie 2014/2015

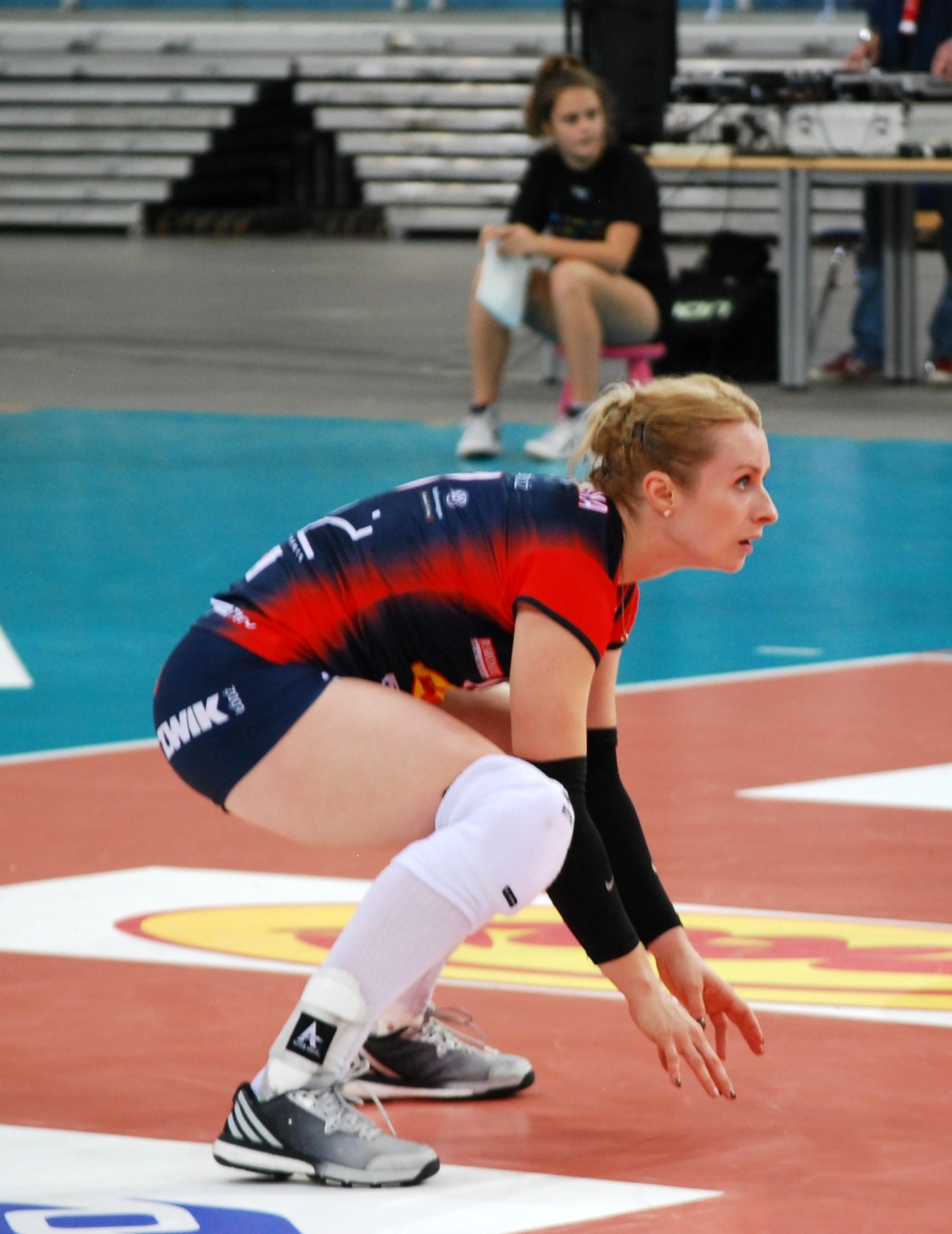
Agata Witkowska zawodniczką Grot Budowlanych Łódź w sezonie 2017/2018

Agata Witkowska z domu Durajczyk (ur. 19 sierpnia 1989 roku w Gdańsku) – polska siatkarka, grająca na pozycji libero, reprezentantka Polski. 

## Przebieg kariery
| Sezon                     | Klub                       |
| ------------------------- | -------------------------- |
| 2007/2008                 | Gedania Gdańsk             |
| 2008/2009                 | Gedania Gdańsk             |
| 2009/2010                 | Stal Mielec                |
| 2010/2011                 | Stal Mielec                |
| 2011/2012                 | AZS Białystok              |
| 2012/2013                 | Budowlani Łódź             |
| 2013/2014                 | Budowlani Łódź             |
| 2014/2015                 | Atom Trefl Sopot           |
| 2015/2016                 | Atom Trefl Sopot           |
| 2016/2017                 | Unet Yamamay Busto Arsizio |
| 2017/2018                 | Grot Budowlani Łódź        |
| 2019/2020                 | E.Leclerc Radomka Radom    |
| 2020/2021                 | E.Leclerc Radomka Radom    |
| 2021/2022                 | E.Leclerc Radomka Radom    |
| 2022/2023                 | OnlyBio Pałac Bydgoszcz    |
| 2023/2024 (do 13.10.2023) | OnlyBio Pałac Bydgoszcz    |

## Sukcesy

### młodzieżowe
Mistrzostwa Polski Kadetek:
- 2006

Olimpiada Młodzieży:
- 2006

Mistrzostwa Polski Juniorek:
- 2008
- 2007

### akademickie
Akademickie Mistrzostwa Polski:
- 2010

Akademicki Puchar Polski w siatkówce plażowej:
- 2012

### seniorskie
Puchar Polski:
- 2015, 2018

Puchar CEV:
- 2015, 2017

Liga polska:
- 2015, 2016
- 2018

Superpuchar Polski:
- 2017

### reprezentacyjne
Liga Europejska:
- 2014

Igrzyska Europejskie:
- 2015

## Nagrody indywidualne
- 2006: Najlepsza libero Mistrzostw Polski Juniorek
- 2015: Najlepsza broniąca turnieju finałowego Pucharu Polski